# Vincente Minnelli
Pour les articles homonymes, voir Minnelli.
Vincente Minnelli, né Lester Anthony Minnelli, le 28 février 1903 à Chicago et mort le 25 juillet 1986 à Beverly Hills, est un réalisateur et metteur en scène américain. Au cours d'une carrière de près de cinq décennies, il est surtout connu pour son innovation sophistiquée et son talent artistique dans les films musicaux. En 2024, six de ses films sont conservés au National Film Registry des États-Unis. Il est le père de Liza Minnelli.
Il fait ses débuts au théâtre comme acteur dans une production d'East Lynne (en), mise en scène par le Minnelli Brothers' Tent Theatre (cofondé par son père et son oncle paternel). Après avoir obtenu son diplôme d'études secondaires, il travaille comme apprenti concepteur de fenêtres au grand magasin Marshall Field's (en) de Chicago. Il fréquente l'Art Institute of Chicago et devient costumier pour la chaîne de théâtre Balaban and Katz (en). Au début des années 1930, il s'installe à New York et devient directeur artistique du Radio City Music Hall.
En 1935, il met en scène au théâtre At Home Abroad (en) (1935), avec Beatrice Lillie et Eleanor Powell. En 1937, il s'installe à Hollywood et effectue un bref passage chez Paramount Pictures avant de retourner à Broadway. En 1940, il est embauché par Arthur Freed pour travailler à la Metro-Goldwyn-Mayer, et réalise quelques séquences de Débuts à Broadway (1941) et Panama Hattie (1942). Il fait ses débuts de réalisateur avec Un petit coin aux cieux (1943). Un an plus tard, il réalise Le Chant du Missouri (1944) avec Judy Garland. Il épouse l'actrice un an plus tard et leur fille Liza nait en 1946. Il la dirige ensuite dans L'Horloge (1945), Ziegfeld Follies (1945) et Le Pirate (1948). Ils divorcent en 1951.
Tout au long des années 1950, il réalise de nombreuses comédies, drames et comédies musicales, notamment Le Père de la mariée (1950), Un Américain à Paris (1951), Les Ensorcelés (1952), La Vie passionnée de Vincent van Gogh (1956) et Gigi (1958). Un Américain à Paris et Gigi remportent chacun l'Oscar du meilleur film, Minnelli gagnant celui du meilleur réalisateur pour le deuxième. Il est le réalisateur à la plus longue carrière à la MGM avec 26 ans.
En 1962, les relations de Minnelli avec la MGM se détériorent en raison des échecs commerciaux des Quatre Cavaliers de l'Apocalypse et de Quinze Jours ailleurs. Il crée sa propre société de production appelée Venice Productions, en partenariat avec la MGM et la 20th Century Fox sur Il faut marier papa (1963) et Au revoir, Charlie (1964). Il réalise son dernier film Nina (1976), avec sa fille Liza. Dix ans plus tard, en 1986, il meurt dans sa résidence de Beverly Hills à 83 ans.

## Biographie
Vincente Minnelli naît dans une famille de gens du spectacle. Son père, Vincent Charles Minnelli, est le fils d'un patriote sicilien pourchassé pour ses activités lors du soulèvement de Palerme en 1848. Vincent Charles dirigeait le Minnelli Brothers' Tent Theatre, tandis que sa mère, Marie Émilie Odile Lebeau, avait des ancêtres canadiens français avec probablement des racines amérindiennes (Anichinabés).
C'est grâce à cet environnement que le jeune Vincente entre dans le monde du spectacle dès l'âge de trois ans.
Montrant un certain talent pour le dessin, il commence sa carrière comme dessinateur de costumes et décorateur, et, aborde la mise en scène en tant qu'assistant. Nommé directeur artistique du Radio City Music Hall à New York en 1933, il fait ses débuts à Broadway, montant entre autres le spectacle Ziegfeld Follies qu'il adaptera des années plus tard pour l'écran.
Au début des années 1940, Arthur Freed lui propose de le rejoindre à la MGM. Minnelli trouve alors ternes et statiques les mises en scène hollywoodiennes et entreprend de rendre dans ses films l'atmosphère des artistes qui l'avaient touché, les fauves, les impressionnistes et les surréalistes. Les films de Minnelli sont hauts en couleur et son habileté à mêler plusieurs styles le rend célèbre.
Ce style a été qualifié de « camp » dans ses ambivalences d’interprétation et présente une sensibilité queer.
Il met en scène de nombreuses comédies musicales, réputées pour leurs scènes oniriques et l'intégration de scènes de ballet ou de chansons en osmose avec le déroulement de l'histoire.
Il écrit ses mémoires, Tous en scène (I Remember it Well) dont le titre anglais est une référence à une chanson de Gigi, et le titre français celui de l'un de ses grands succès, Tous en scène (The Band Wagon), comédie musicale sur le thème de l'entertainement (distraction, spectacle) hollywoodien et la vie de scène.[pas clair]

### Mort
Vincente Minnelli est mort le 25 juillet 1986 à Beverly Hills (Californie),,, d'une pneumonie.

### Vie privée
Vincente Minnelli s'est marié à quatre reprises, tout en étant bisexuel :
- le 15 juin 1945 avec l'actrice Judy Garland. De cette union dissoute le 29 mars 1951, l'actrice ayant surpris son mari avec un homme (leur chauffeur), est née en 1946 l'actrice, chanteuse et danseuse Liza Minnelli.
- en février 1954 avec la française d'origine italienne Georgette Magnani. De cette union dissoute en 1957, est née en avril 1955, Christiana Nina Minnelli. En juin 1953, Georgette Magnani avait accompagné sa sœur cadette Christiane, dite Christiane Martel (née en 1932), future actrice et mannequin, au concours de Miss Univers à Long Beach (Californie), qu'elle remporta. À cette époque, Minnelli avait proposé à Georgette de lui faire effectuer un essai destiné à lui ouvrir la carrière d'actrice, mais elle avait refusé.
- le 15 janvier 1962, avec le mannequin serbe Dusica Radosavljevic, dite Danica Radosavljevic, dont il divorça le 1er août 1971.
- le 1er avril 1980 à Beverly Hills, en Californie, avec l'actrice britannique Margaretta Lee Anderson (1909-2009).

## Nominations et récompenses
- Nomination à l'Oscar du meilleur réalisateur pour Un Américain à Paris (1951), film qui remporte l'Oscar du meilleur film.
- Récipiendaire de l'Oscar du meilleur réalisateur pour Gigi (1958), film qui remporte l'Oscar du meilleur film.

## Filmographie
- 1942 : Panama Hattie (numéros musicaux)
- 1943 : Un petit coin aux cieux (Cabin in the Sky)
- 1943 : Mademoiselle ma femme (I Dood It)
- 1944 : Le Chant du Missouri (Meet Me in St. Louis)
- 1945 : L'Horloge (The Clock)
- 1945 : Yolanda et le Voleur (Yolanda and the Thief)
- 1945 : Ziegfeld Follies
- 1946 : Lame de fond (Undercurrent)
- 1948 : Le Pirate ou parfois La Pirate (The Pirate)
- 1949 : Madame Bovary
- 1950 : Le Père de la mariée  (Father of the Bride)
- 1951 : Allons donc, papa ! (Father's Little Dividend)
- 1951 : Un Américain à Paris (An American in Paris)
- 1952 : Les Rois de la couture (Lovely to Look at)
- 1952 : Les Ensorcelés (The Bad and the Beautiful)
- 1953 : Histoire de trois amours (The Story of Three Loves) - segment Mademoiselle
- 1953 : Tous en scène (The Band Wagon)
- 1954 : La Roulotte du plaisir  (The Long, Long Trailer)
- 1954 : Brigadoon
- 1955 : La Toile d'araignée (The Cobweb)
- 1955 : L'Étranger au paradis (Kismet)
- 1956 : La Vie passionnée de Vincent van Gogh (Lust for Life)
- 1956 : Thé et Sympathie (Tea and Sympathy)
- 1957 : La Femme modèle (Designing Woman)
- 1957 : La Passe dangereuse (The Seventh Sin) non crédité
- 1958 : Gigi
- 1958 : Qu'est-ce que maman comprend à l'amour ? (The Reluctant Debutante)
- 1958 : Comme un torrent (Some Came Running)
- 1960 : Celui par qui le scandale arrive (Home from the Hill)
- 1960 : Un numéro du tonnerre (Bells Are Ringing)
- 1962 : Les Quatre Cavaliers de l'Apocalypse (Four Horsemen of the Apocalypse)
- 1962 : Quinze Jours ailleurs  (Two Weeks in Another Town)
- 1963 : Il faut marier papa (The Courtship of Eddie's Father)
- 1964 : Au revoir, Charlie (Goodbye Charlie)
- 1965 : Le Chevalier des sables (The Sandpiper)
- 1970 : Melinda (On a Clear Day You Can See Forever)
- 1976 : Nina (A Matter of Time)

## Publications
- Sabrina Bouarour, It’s so queer ! Les masculinités dans les films de Vincente Minnelli et Jacques Demy, European Connections, Peter Lang, 2023
- Emmanuel Burdeau, Vincente Minnelli, Paris, Capricci, 2011
- Joe McElhaney (dir.), Vincente Minnelli: the Art of Entertainment, Detroit, Wayne State University Press, 2009
- Emmanuel Levy, Vincente Minnelli: Hollywood’s Dark Dreamer, New York, St. Martin’s Press, 2009
- Robert Lang, Le mélodrame américain : Griffith, Vidor, Minnelli, traduit par Noël Burch, Paris, L’Harmattan, 2008
- Jean-Pierre Delou, Vincente Minnelli, Sous le signe du lion, Paris, Bibliothèque du film, 2000
- James Naremore, The Films of Vincente Minnelli, New York, Cambridge University Press, 1993
- Stephen Harvey, Directed by Vincente Minnelli, New York, Museum of Modern Art, Harper and Row, 1989
- Vincente Minnelli, Tous en scène, traduit et annoté par André-Charles Cohen, Paris, Ramsay, 1985